# Mặt trận phía Tây (Thế chiến thứ nhất)
Sau khi cuộc Chiến tranh thế giới thứ nhất bùng nổ vào năm 1914, Quân đội Đế quốc Đức đã mở ra Mặt trận phía tây, khi họ tràn qua Luxembourg và Bỉ, rồi giành quyền kiểm soát quân sự tại những vùng công nghiệp quan trọng tại Pháp. Cuộc tấn công của quân Pháp vào nước Đức đã bị Thái tử Rupprecht xứ Bayern bẻ gãy, và quân Đức giành chiến thắng lớn trong trận Biên giới Bắc Pháp. Sau một vài thắng lợi nữa, quân Đức tiến sát đến thủ đô Paris, song liên quân Anh - Pháp giành thắng lợi chiến lược trong trận sông Marne lần thứ nhất, đập tan kế hoạch đánh nhanh thắng nhanh của người Đức. Song, quân đội Đức đã chiếm lĩnh được đủ vùng công nghiệp lớn của Pháp để tiếp tục nỗ lực chiến tranh của mình. Sau cuộc "Chạy đua ra biển", hai bên lui xuống một tuyến chiến hào vững chắc quanh co, kéo dài từ Biển Bắc cho tới biên giới giữa Pháp và Thụy Sĩ trong phần lớn cuộc chiến.
Quân đội Đức đã chiếm được hầu hết nước Bỉ trong năm 1914. Giữa các năm 1915 và 1917, có nhiều cuộc chiến dịch tấn công quy mô lớn xuyên suốt Mặt trận này. Các đợt tiến công thường triển khai pháo binh công pháo và Bộ binh công kích đối phương. Tuy nhiên, sự kết hợp giữa hầm hào vững chắc, các ổ súng máy, dây thép gai và Pháo binh đã gây tổn thất cực nặng cho những kẻ tiến công cũng như những người phòng thủ tổ chức phản công. Thành thử, không có bước tiến lớn nào được làm nên. Tỷ dụ, cuộc tấn công của quân Pháp trong trận Champagne lần thứ hai kết thúc với thất bại.
Trong nỗ lực phá tan sự ràng buộc này, Mặt trận phía tây đã chứng kiến sự ra đời của kỹ nghệ quân sự mới, trong đó có hơi độc, máy bay chiến đấu và xe tăng. Như trong trận Ypres lần thứ hai hồi năm 1915, quân Đức đã dùng hơi độc để tấn công quân Pháp và quân Canada. Nhưng chỉ sau khi áp dụng những chiến thuật tiến bộ hơn thì sự cơ động của các đoàn quân mới nhỉnh lên được ít nhiều. Cuộc Tổng tấn công Mùa xuân 1918 của quân đội Đức năm 1918 đã nổ ra sau khi Hiệp ước Brest-Litovsk chấm dứt cuộc chiến trên Mặt trận phía đông. Sử dụng chiến thuật thẩm thấu mới được đưa ra, các đạo quân Đức đã tiến được gần 60 dặm (97 kilômét) về phía tây – bước tiến xa nhất của cả hai phe kể từ năm 1914 – và đã gần chọc thủng được chiến tuyến của đối phương
Bất chấp bản chất bế tắc của Mặt trận này, đây trở thành chiến trường quyết định cho cuộc chiến. Thực chất, trong khi quân Đức giành nhiều thắng lợi thì thành công của phe Hiệp Ước đã lệ thuộc vào Mặt trận phía đông. Bước tiến mạnh mẽ của phe Hiệp Ước trong nửa sau năm 1918 đã chứng tỏ với các chỉ huy quân Đức rằng thất bại là khó tránh khỏi, và chính phủ Đức buộc phải chấp nhận các điều kiện của một thỏa ước. Những điều khoản của nền hòa bình đã được chấp thuận với việc ký kết Hòa ước Versailles năm 1919.

## 1914—Đức tràn quân vào Pháp và Bỉ

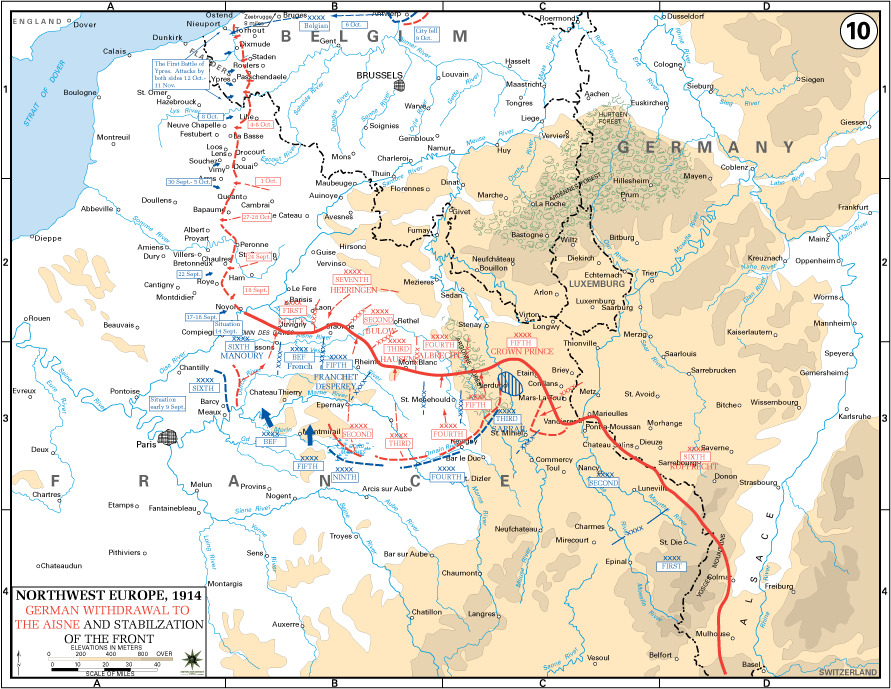
Bản đồ Mặt trận phía tây và cuộc Chạy đua ra biển, 1914

Vào tháng 8 năm 1914, tình hình căng thẳng diễn ra giữa các đế quốc tại châu Âu. Thấy Sa hoàng Nga đang ráo riết chuẩn bị chiến tranh với Hoàng đế Đức, Chính phủ Pháp phát lệnh tổng động viên vào ngày 31 tháng 8 năm 1914. Cùng hôm ấy, Đức liền ban lệnh tổng động viên. Ít lâu sau, nước Đức tuyên chiến với Nga, rồi tuyên chiến với Pháp.
Khi cuộc Chiến tranh thế giới thứ nhất nổ ra, nhiều người Đức cho rằng cuộc chiến tranh sẽ kết thúc chóng vánh và chẳng đổ máu gì. Lực lượng Quân đội Đức (trong đó có bảy Tập đoàn quân ở phương Tây) sẽ thực hiện theo bản được chỉnh sửa của kế hoạch Schlieffen, qua đó họ quyết định nhanh chóng tấn công Pháp thông qua nước Bỉ trung lập trước khi vòng về phướng Nam và bủa vây quân Pháp ở biên giới Pháp - Đức. Nền trung lập của Bỉ được Đế quốc Anh chứng nhận theo Hiệp định Luân Đôn vào năm 1839; do đó cuộc tiến công này đã lôi kéo người Anh vào cuộc chiến. Các Tập đoàn quân Đức dưới quyền Tướng Alexander von Kluck và Tướng Karl von Bülow tiến đánh Bỉ vào ngày 4 tháng 8 năm 1914. Vào ngày 2 tháng 8 năm 1914, quân Đức chiếm cứ được xứ Luxembourg mà không vấp phải sự kháng cự gì cả. Trận đánh đầu tiên ở Bỉ là trận công kích Liège, kéo dài từ ngày 5 cho đến ngày 16 tháng 8 năm 1914. Liège được phòng vệ rất kiên cố và sự chống trả ngoan cường của quân Bỉ ở đây đã gây bất ngờ cho Tập đoàn quân Đức dưới quyền von Bülow. Tuy nhiên, trọng pháo của Đức đã san bằng các pháo đài chủ chốt thành một đống đổ nát chỉ trong vòng có vài ngày mà thôi. Sau khi Liège thất thủ, quân chủ lực Bỉ triệt binh về Antwerp và Namur. Mặc dù Quân đội Đức tiến thẳng qua Antwerp, đây vẫn là mối đe dọa bên sườn của họ. Một trận tấn công khác nhằm vào Namur, kéo dài từ ngày 20 cho tới ngày 23 tháng 8. Với những chiến thắng của các chiến sĩ Đức, nỗ lực phòng thủ của quân Bỉ đã thất bại.
Về phần mình, Pháp triển khai năm Tập đoàn quân tại miền biên cương. Theo kế hoạch tiến công của Pháp trước chiến tranh, Kế hoạch XVII, quân Pháp sẽ chiếm lĩnh Alsace-Lorraine sau khi chiến sự bùng nổ. Vào ngày 7 tháng 8 năm 1914, Binh đoàn VII của Pháp xâm lăng Alsace, nhằm mục đích chiếm đoạt Mulhouse và Colmar. Cuộc Tổng tiến công quy mô lớn được phát động vào ngày 14 tháng 8 năm 1914, và Tập đoàn quân thứ nhất cùng với Tập đoàn quân thứ hai của Pháp tiến tràn qua Sarrebourg-Morhange ở Lorraine. Tuân thủ theo Kế hoạch Schlieffen, quân đội Đức đã rút lui thật chậm trong khi tiêu diệt rất nhiều sinh lực quân Pháp. Pháp cử Tập đoàn quân thứ ba và thứ tư vượt qua sông Saar hòng cướp đoạt Saarburg, công kích Briey và Neufchateau, nhưng bị quân Đức đánh lui một cách không thương tiếc. Binh đoàn VII chiếm được Mulhouse sau một cuộc giao chiến ngắn ngủi vào ngày 7 tháng 8 năm 1914. Tổng tư lệnh quân Pháp là Đại tướng Joseph Joffre thấy vậy, liền tuyên bố:
| “               | Hỡi những người con miền Alsace, sau 44 năm chờ đợi trong lầm than, các chiến sĩ Pháp một lần nữa đặt chân lên mảnh đất của quê hương vinh dự của các bạn. Họ là những người tiên phong thực hiện công cuộc Rửa hận lớn lao của chúng ta. | ” |
| — Joseph Joffre | |   |

Hí hửng, quân Pháp đã nhầm to. Viện binh Đức kéo rốc đến và tiến hành phản công ngay lập tức, buộc quân Pháp phải rút lui trong trận Mulhouse. Chiến thắng của quân Đức đã đập tan giấc mộng "giải phóng Alsace" của quân Pháp. Quân đội Đức ngập tràn qua Bỉ, gây thiệt hại nặng nề cho dân chúng Bỉ. Quân Đồng Minh liền chớp ngay cơ hội này để rêu rao tuyên truyền, tố cáo cuộc xâm lăng của Quân đội Đức là "vụ cướp đoạt nước Bỉ", và thậm chí họ còn ví von quân Đức với những chiến binh Hung man rợ xưa. (một tác giả hiện đại dùng thuật ngữ này chỉ khi miêu tả những tội ác chiến tranh của Quân đội Đức trong thời kỳ đó bằng cách nhìn nhận hẹp hòi hơn.) Sau khi tiến binh qua Bỉ, Luxembourg và dãy Ardennes, Quân đội Đức thẳng tiến, trong nửa cuối tháng 8 năm ấy, vào miền Bắc nước Pháp - nơi đây họ giáp mặt với Quân đội Pháp, dưới quyền Joffre, và cả sáu Sư đoàn đầu tiên của Lực lượng Viễn chinh Anh, dưới quyền Thống chế Ngài John French. Một loạt các trận giao chiến, gọi là Trận Biên giới Bắc Pháp diễn ra. Những trận đánh chủ chốt bao gồm Trận Charleroi và Trận Mons. Trong trận đánh Charleroi, Tập đoàn quân thứ năm của Pháp gần như bị các Tập đoàn quân thứ hai và thứ ba của Đức tiêu diệt, trong khi ở trận chiến Mons thì quân Đức đánh cho quân Anh tan tác. Sự thất bại ngay từ trận đầu khiến cho quân lực Anh phải thoái binh. Quân Đồng Minh thất bại thảm hại, họ bèn tổ chức một cuộc triệt binh, dẫn đến thêm vài trận giao chiến nữa như Trận Le Cateau, cuộc vây hãm Maubeuge và Trận St. Quentin (Guise).. Manbeuge đã thất thủ trong trận công kích của quân Đức. Trong trận Le Cateau, quân Đức của Tướng Alexander von Kluck một lần nữa đánh thắng quân Anh, tuy nhiên quân Anh rút quân thành công, khiến cho quân Đức không thể nào vây bọc họ. Tuy quân Pháp thua trận St. Quentin, cuộc phản công của Binh đoàn I do Tướng Louis Franchet d'Esperey chỉ huy đã mang lại tổn thất lớn cho quân Đức, khiến cho quân Đức phải tạm dừng chân để lấy lại sức sau chiến thắng này.
Quân đội Đức tiến sát đến cách Paris 70 km (43 mi). Nước Pháp đại bại trong tình trạng hết sức nguy kịch. Do đó, Chính phủ Pháp tuyên bố hoàn toàn từ bỏ thủ đô Paris và dời về Bordeaux vào ngày 2 tháng 9 năm 1914. Tướng Joseph Gallieni được lệnh bảo vệ thủ đô, và ông ta cương quyết chiến đấu chống "bọn xâm lược" Đức. Thế rồi, trong trận sông Marne lần thứ nhất từ ngày 6 cho đến ngày 12 tháng 9 năm ấy, cho dầu quân Đồng minh Anh - Pháp không thắng nổi quân Đức về chiến thuật, họ đã tận dụng ngay cái lỗ hổng giữa Tập đoàn quân thứ nhất và Tập đoàn quân thứ hai của Đức, buộc quân Đức phải thoái binh và chấm dứt sự tiến công của họ vào đất Pháp. Theo thượng lệnh của Tổng Tham mưu trưởng Helmuth Johann Ludwig von Moltke, quân Đức triệt binh với trật tự tốt về hướng Bắc con sông Aisne và lập căn cứ tại đây, đưa Mặt trận phía tây rơi vào thế cù cưa trong suốt ba năm tới. Trong khi ấy, quân Đồng Minh đã kiệt lực nên không thể làm gì được các chiến sĩ Đức. Hai phe đế quốc lại tìm cách đánh tạt sườn nhau trong cuộc Chạy đua ra biển, và nhanh chóng mở rộng hệ thống hầm hào của mình từ Biển Bắc cho đến biên cương Pháp - Thụy Sĩ.

## Chú dẫn
Ghi chú
1. ↑  Robert Tombs, Isabelle Tombs, That sweet enemy: the French and the British from the Sun King to the present, trang 494
2. ↑  Elizabeth Greenhalgh, Foch in Command: The Forging of a First World War General, trang 479
3. 1 2  John Mosier, The Myth of the Great War: A New Military History of World War I, trang 335
4. ↑  "First World War 1914–1918". Australian War Memorial. Bản gốc lưu trữ ngày 7 tháng 12 năm 2006. Truy cập ngày 5 tháng 12 năm 2006.
5. ↑  "Canada in the First World War and the Road to Vimy Ridge". Veteran Affairs Canada. 1992. Bản gốc lưu trữ ngày 14 tháng 8 năm 2011. Truy cập ngày 5 tháng 12 năm 2006.
6. ↑  Corrigan 1999, tr. 57.
7. ↑  Nicholson 2007, tr. 237.
8. ↑  "New Zealand and the First World War - Overview". New Zealand's History Online. Truy cập ngày 26 tháng 1 năm 2007.
9. ↑  Uys, I.S. "The South Africans at Delville Wood". The South African Military History Society. Truy cập ngày 26 tháng 1 năm 2007.
10. ↑  "2nd Battle of the Marne". Spartacus Educational. Bản gốc lưu trữ ngày 2 tháng 12 năm 2008. Truy cập ngày 7 tháng 1 năm 2009.
11. ↑  Cockfield 1999, tr. ix.
12. ↑  Elizabeth Greenhalgh, Foch in Command: The Forging of a First World War General, trang 294
13. ↑  Rodrigues, Hugo. "Portugal in World War I". The First World War. Bản gốc lưu trữ ngày 29 tháng 9 năm 2007. Truy cập ngày 26 tháng 1 năm 2007. See also Portugal in World War I
14. ↑  Xem bài Brazil trong Chiến tranh thế giới thứ nhất
15. ↑  "Austria-Hungary Goes to War". The Great War in a Different Light. Truy cập ngày 3 tháng 1 năm 2009.
16. 1 2  ILO 1925, tr. 29.
17. ↑  War Office 1922, tr. 742.
18. ↑  Ayres 1919, tr. 105.
19. ↑  Hosch 2010, tr. 219.
20. ↑  Tucker, Wood & Murphy 1999.
21. 1 2  Maurel 2001, §1.
22. ↑  Massimiliano 2015, tr. Bản mẫu:Pn.
23. ↑  Jones 2019, tr. Bản mẫu:Pn.
24. ↑  Grebler & Winkler 1940, tr. 78.
25. ↑  Spencer Tucker, Priscilla Mary Roberts, World War I: A Student Encyclopedia, trang 1128
26. ↑  John Mosier, The Myth of the Great War: A New Military History of World War I , trang 68
27. ↑  Spencer Tucker, Laura Matysek Wood, The European powers in the First World War: an encyclopedia, trang 279
28. 1 2  Spencer Tucker, Priscilla Mary Roberts, World War I: A Student Encyclopedia, trang 740
29. ↑  George H. Cassar, Kitchener's war: British strategy from 1914 to 1916, trang 194
30. ↑  Hew Strachan, The First World War, Tập 1, trang 163
31. ↑  Spencer Tucker, Priscilla Mary Roberts, World War I: A Student Encyclopedia, trang 313
32. ↑  Brian Crozier, Political victory: the elusive prize of military wars, các trang 3-6. Modris Eksteins, Rites of spring: the Great War and the birth of the Modern Age, trang 108.
33. ↑  John Mosier, The Myth of the Great War: A New Military History of World War I, các trang 240-242.
34. ↑  George H. Cassar, Kitchener's war: British strategy from 1914 to 1916, trang 333
35. 1 2  Ruth Tenzer Feldman, [books.google.com.vn/books?id=wv9-NVwFWpQC&pg=PT5&dq="Germany" World War I], Twenty-First Century Books, 2004. ISBN 0822501481.
36. ↑  Various 2003, tr. 159.
37. ↑  Griffith 2004, tr. 9.
38. ↑  Griess 1986, tr. 22–24, 25–26.
39. ↑  John Mosier, The Myth of the Great War: A New Military History of World War I, trang 21
40. ↑  Various 2003, tr. 254.
41. ↑  Griffiths 2003, tr. 30.
42. ↑  Griess 1986, tr. 29–30.
43. 1 2 3  Leonard V. Smith, Stéphane Audoin-Rouzeau, Annette Becker, France and the Great War, 1914-1918, trang 33
44. ↑  Smith, Audoin-Rouzeau & Becker 2003, tr. 33.
45. 1 2  Zuckerman 2004, tr. 23.
46. ↑  Described as such in the following books:
  - A companion to World War I. John Wiley and Sons. 2010. tr. 265. ISBN 978-1-4051-2386-0.
  - Susan R. Grayzel (2002). Women and the First World War. Longman. tr. 16. ISBN 978-0-582-41876-9.
  - Nicoletta Gullace (2002). The blood of our sons: men, women, and the renegotiation of British citizenship during the Great War. Palgrave Macmillan. tr. 24. ISBN 978-0-312-29446-5.
  - Kimberly Jensen (2008). Mobilizing Minerva: American women in the First World War. University of Illinois Press. tr. 30. ISBN 978-0-252-07496-7.
  - Thomas F. Schneider (2007). "Huns" vs. "Corned beef": representations of the other in American and German literature and film on World War I. V&R unipress GmbH. tr. 32. ISBN 978-3-89971-385-5.
  - Gender, sex and the shaping of modern Europe: a history from the French Revolution to the present day. Berg. 2007. tr. 138. ISBN 978-1-84520-357-3. {{Chú thích sách}}: Đã bỏ qua tham số không rõ |authors= (trợ giúp)
  - Joseph R. Conlin (2008). The American Past. Cengage Learning. tr. 251. ISBN 978-0-495-56622-9.
47. ↑  John Mosier, The Myth of the Great War: A New Military History of World War I, trang 75
48. ↑  Geoffrey Parker, The Cambridge history of warfare, trang 282
49. ↑  Leonard V. Smith, Stéphane Audoin-Rouzeau, Annette Becker, France and the Great War, 1914-1918, trang 21
50. ↑  Terraine 2002, tr. 78–175.
51. ↑  Spencer Tucker, Priscilla Mary Roberts, World War I: A Student Encyclopedia, trang 103
52. ↑  World War I: A - D., Tập 1, trang 564
53. ↑  Spencer Tucker, Priscilla Mary Roberts, World War I: A Student Encyclopedia, trang 1080
54. ↑  World War I: A - D., Tập 1, trang 526
55. 1 2  Mombauer, Annika (2006). "The Battle of the Marne: Myths and Reality of Germany's "Fateful Battle"". The Historian. Quyển 68 số 4. tr. 747–769. doi:10.1111/j.1540-6563.2006.00166.x. Truy cập ngày 1 tháng 2 năm 2008.
56. ↑  John Mosier, The Myth of the Great War: A New Military History of World War I, trang 91
57. 1 2 3  Richard Ernest Dupuy, Trevor Nevitt Dupuy, The encyclopedia of military history from 3500 B.C. to the present, trang 939
58. ↑  Griess 1986, tr. 31–37.

Tư liệu tham khảo
- John Mosier, The Myth of the Great War: A New Military History of World War I, HarperCollins, 30-07-2002. ISBN 0060084332.
- Adamthwaite, Anthony P. (1989). The Making of the Second World War. Routledge. ISBN 0415907160.
- Alexander, Martin S. (2003). The Republic in Danger: General Maurice Gamelin and the Politics of French Defence, 1933–1940. Cambridge University Press. ISBN 0521524296.
- Bailey, Jonathan B. A. (2004). Field artillery and firepower. AUSA Institute of Land Warfare book (ấn bản thứ 2). Naval Institute Press. ISBN 1591140293.
- Barton, Peter (2005). Beneath Flanders Fields: The Tunnellers' War, 1914-1918. Doyle, Peter; Vandewalle, Johan. McGill-Queen's University Press. ISBN 0773529497.
- Bostyn, Franky (2002). "Zero Hour: Historical Note on the British Underground War in Flanders, 1915-17". Trong Peter Doyle, Matthew R. Bennett (biên tập). Fields of Battle: Terrain in Military History. Springer. ISBN 1402004338.
- Campbell, Christopher (1981). Aces and Aircraft of World War I. Dorset: Blandford Press Ltd. ISBN 0713709545.
- Chickering, Roger; Förster, Stig (2000). Great War, Total War: Combat and Mobilization on the Western Front, 1914-1918. Cambridge University Press. ISBN 0521773520.
- Cockfield, Jamie H. (1999). With Snow on Their Boots: The Tragic Odyssey of the Russian Expeditionary Force in France During World War I. Macmillan. ISBN 0312220820.
- Corrigan, Gordon (1999). Sepoys in the Trenches: The Indian Corps on the Western Front 1914–1915. Spellmount Ltd. ISBN 1-86227-354-5.
- Dockrill, Michael L.; French, David (1996). Strategy and intelligence: British policy during the First World War. Continuum International Publishing Group. tr. 77. ISBN 185285099X.
- Ekins, Ashley (2010). 1918 - Year of Victory: The End of the Great War and the Shaping of History. Exisle Publishing. ISBN 1921497424.
- Spencer Tucker, Priscilla Mary Roberts, World War I: A Student Encyclopedia, ABC-CLIO, 2005. ISBN 1851098798.
- Foley, Robert T. (2005). German Strategy and the Path to Verdun: Erich von Falkenhayn and the Development of Attrition, 1870-1916. Cornell University Press. ISBN 0801442583.
- Fuller, John F. C. (1992). The Conduct of War, 1789–1961: A study of the impact of the French, Industrial and Russian revolutions on war and its conduct. New York: Da Capo Press. ISBN 0306804670.
- Granatstein, Jack; Morton, Desmond (2003). Canada and the Two World Wars. Toronto: Key Porter.
- Elizabeth Greenhalgh, Foch in Command: The Forging of a First World War General, Cambridge University Press, 04-08-2011. ISBN 0521195616.
- Griffith, Paddy (2004). Fortifications of the Western Front 1914-18. Osprey Publishing. ISBN 1841767603.
- Griffiths, William R. (1986). Thomas E. Griess (biên tập). The Great War. Wayne, NJ: Avery Publishing Group. ISBN 0895293129.
- Griffiths, William R. (2003). The Great War. Square One Publishers, Inc. ISBN 0757001580.
- Hartesveldt, Fred R. van (2005). The battles of the British Expeditionary Forces, 1914-1915: historiography and annotated bibliography. Bibliographies of battles and leaders. Greenwood Publishing Group. tr. 17. ISBN 0313306257.
- Herwig, Holger H. (1997). The First World War: Germany and Austria-Hungary, 1914-1918. St. Martin's Press, Inc. ISBN 0-340-57384-1. {{Chú thích sách}}: Kiểm tra giá trị |isbn=: giá trị tổng kiểm (trợ giúp)
- Herwig, Holger (1996). "Patriotic Self-Censorship in Germany After the Great War". Trong Keith Wilson (biên tập). Forging the collective memory. Berghahn Books. ISBN 9781571818621.
- Philip Warner, The Battle of France: Six Weeks That Changed the World, Stackpole Books, 01-09-2011. ISBN 081170999X.
- Hull, Isabel V. (2005). Absolute Destruction: Military Culture and the Practices of War in Imperial Germany. Cambridge University Press. ISBN 0521841933.
- Robert Tombs, Isabelle Tombs, That sweet enemy: the French and the British from the Sun King to the present, Knopf, 2007. ISBN 1400040248.
- Jones, Simon (2002). World War I Gas Warfare Tactics and Equipment. Osprey Publishing. ISBN 1846031516.
- Jones, Simon; Hook, Richard (2007). World War I Gas Warfare Tactics and Equipment. Osprey Publishing. ISBN 1846031516.
- Kennedy, Paul (1989). The Rise and Fall of the Great Powers. Vintage Books. ISBN 0679720197.
- Knox, MacGregor (2007). To the Threshold of Power, 1922/33: Origins and Dynamics of the Fascist and National Socialist Dictatorships. Quyển 1. Cambridge University Press. ISBN 0521878608.
- Lupfer, Timothy T. (1981). The Dynamics of Doctrine, The Changes in German Tactical Doctrine During the First World War. U.S. Army Command and General Staff College. {{Chú thích sách}}: Đã bỏ qua |work= (trợ giúp)
- Lyons, Michael J. (2000). World War I: A Short History (ấn bản thứ 2). Prentice Hall. ISBN 0130205516.
- Richard Ernest Dupuy, Trevor Nevitt Dupuy, The encyclopedia of military history from 3500 B.C. to the present, Harper & Row, 1986. ISBN 0061812358.
- Marshall, Samuel L. A. (1964). The American Heritage History of World War I. American Heritage: Oxford University Press. ISBN 0517385554.
- Martin, William (2001). Verdun 1916: They Shall Not Pass. Osprey Publishing. ISBN 1-85532-993-X.
- Massie, Robert K. (2004). Castles of Steel: Britain, Germany, and the Winning of the Great War at Sea. New York: Ballantine Books. ISBN 0-345-40878-0.
- Nicholson, Gerald W. L. (2007). The Fighting Newfoundlander. Carleton Library Series. Quyển 209. McGill-Queen's University Press. ISBN 0773532064.
- Modris Eksteins, Rites of spring: the Great War and the birth of the Modern Age, Houghton Mifflin Harcourt, 2000. ISBN 0395937582.
- Geoffrey Parker, The Cambridge history of warfare, Cambridge University Press, 29-08-2005. ISBN 0521853591.
- Palazzo, Albert (2000). Seeking Victory on the Western Front: The British Army and Chemical Warfare in World War I. U of Nebraska Press. ISBN 0803287747.
- Paschall, Rod (1994). The defeat of imperial Germany, 1917-1918. Quyển 1. Da Capo Press. tr. 105–117. ISBN 0306805855.
- Philpott, William (2010). Three Armies on the Somme: The First Battle of the Twentieth Century. Random House Digital, Inc. ISBN 0307265854. Truy cập ngày 11 tháng 4 năm 2011.
- Prior, Robin; Wilson, Trevor (2005). The Somme. Yale University Press. ISBN 0300106947.
- Samuels, Martin (1995). Command or control?: command, training and tactics in the British and German armies, 1888-1918. Psychology Press. ISBN 0714645702.
- Smith, Leonard V.; Audoin-Rouzeau, Stéphane; Becker, Annette (2003). France and the Great War, 1914-1918. New approaches to European history. Cambridge University Press. ISBN 0521666317.
- Spick, Mike (2002). The Illustrated Directory of Fighters. Zenith Imprint. ISBN 0760313431.
- Terraine, John (2002). Mons: The Retreat to Victory. Wordsworth Editions. ISBN 1840222433.
- Various (2003). Hamilton, Richard F.; Herwig, Holger H. (biên tập). The Origins of World War I. Cambridge University Press. ISBN 0521817358.{{Chú thích sách}}:  Quản lý CS1: nhiều tên: danh sách biên tập viên (liên kết)
- Warner, Philip (2000). The Battle of Loos. Wordsworth Military Library, Military History Series. Wordsworth Editions. ISBN 1840222298.
- Wiest, Andrew A. (2005). Haig: The Evolution of a Commander. Brassey's. ISBN 1574886843.
- Watson, Alexander (2008). Enduring the Great War: combat, morale and collapse in the German and British armies, 1914-1918. Cambridge military histories. Cambridge University Press. ISBN 0521881013.
- George H. Cassar, Kitchener's war: British strategy from 1914 to 1916, Brassey's, 18-06-2004. ISBN 1574887084.
- Zuckerman, Larry (2004). The Rape of Belgium: The Untold Story of World War I. New York: New York University Press. ISBN 978-0-8147-9704-4.